# Parti libéral (Slovaquie)
Pour les articles homonymes, voir Parti libéral.
 Liberálna strana (LS, parti libéral) est un parti politique slovaque formé en 2003 sous le nom de Ľudová únia (ĽÚ, union populaire) par une faction du Parti populaire - Mouvement pour une Slovaquie démocratique (ĽS-HZDS).
Le parti est formé le 28 mars 2003 et est alors dirigé par Vojtech Tkáč. Depuis 2004, il est dirigé par Gustáv Krajči.
Le parti tient un discours similaire au ĽS-HZDS : nationaliste et populiste de droite.
En coalition avec Hnutie za demokraciu, Ľudová únia a obtenu 1,69 % des voix  et aucun député lors de l'élection européenne de 2004. ĽÚ est membre du groupe Union pour l'Europe des nations.
Le 26 mars 2007, le parti se renomme Liberálna strana.